# 羽藓
羽藓（学名：Thuidium glaucinoides）为羽藓科羽藓属下的一个种。

## 扩展阅读
- 維基物種上的相關：羽藓